# Rue d'la Gouaille
Rue d'la Gouaille est un groupe français de folk rock, originaire de Nantes, en Loire-Atlantique, actif entre 1994 et 2010. Leur style musical oscille entre chanson et rock acoustique, fortement empreinte des folklores d'ici et d'ailleurs. S'y côtoient guitare, banjo, mandoline, contrebasse, accordéon et tin whistle.

## Histoire
Rue d'la Gouaille est formé au printemps 1994 de l'envie de David Hougron (chant, guitare) et Morvan (contrebasse) de jouer une sorte de « rock acoustique » empreint des folklores d'ici et d'ailleurs, fortement influencé par The Pogues ou encore Los Carayos. C'est donc cette année-là qu'ils enrôlent avec eux Morgane Le Grand (tin whistle et accordéon). À trois, ils jouent dans les rues de quelques villes bretonnes, une poignée de morceaux traditionnels irlandais et bretons, et des reprises de chansons françaises. Progressivement, les reprises laissent la place à leurs premières compositions. En français pour les morceaux plus influencé « chanson réaliste » et dans un anglais approximatif pour les morceaux aux accents irlandais.[réf. nécessaire]
En 1996, ils partent dans la province de Québec, au Canada, tourner pendant un mois avec un théâtre ambulant en embarquant avec eux trois amis musiciens. Parmi eux Freddo Bellayer, qui intègre Rue d'la Gouaille de façon permanente, endossant la mandoline et le banjo. Désormais à quatre, le groupe fait du chemin, entre scène et studio. Au printemps 1996 sort The Celtic Pogo, leur premier album composé de neuf morceaux dans un traditionnel irlandais revisité. Cet album leur permet de se populariser localement. S'ensuivent de nombreux concerts dans les bars, dans les festivals et scènes en France principalement mais aussi en Allemagne, Belgique, et en Suisse. Et quatre autres albums, au fil desquels leur musique s'assagit quelque peu et s'enrichit d'influences de plus en plus variées.
En 2003, alors que les morceaux du troisième album, intitulé Microsillon, publié au début de 2002, ont déjà beaucoup tourné sur scène et que l'idée d'un nouvel album se précise, le groupe décide d'intégrer Karim Bennani à la batterie. Le quintet ainsi formé tourne pendant un an avant le départ de Freddo et Morgane à la fin 2004. C'est alors Karine Germaix qui reprend l'accordéon. Le groupe, redevenu un quartet, repart sur les routes et enregistre deux albums, dont un live accompagné d'un DVD. 
En 2005, le groupe publie son clip Maintenant, c'est mon job. En 2008, ils jouent dans unatelier au centre de détention de Nantes,. Le 28 juin la même année, ils jouent au Festi' Parc de Niort.
En 2010, ils décident de mettre fin à leur collaboration sous le nom de Rue d'la Gouaille, et sortent à l'occasion de leur concert d'adieux un deuxième DVD dans lequel figurent des archives vidéo, dix morceaux live ainsi qu'un film retraçant leur tournée en Chine en 2008.

## Membres

### Derniers membres
- Haddog - chant, guitare, banjo, mandoline, bouzouki
- Karine Germaix - accordéon
- Karim Bennani - batterie, percussions
- Morvan Prat - contrebasse

### Anciens membres
- Morgane Le Grand - tin whistle, accordéon
- Freddo Bellayer - mandoline, banjo, piano, percussions

## Discographie
- 1996 : The Celtic Pogo
- 1999 : Le Pavé
- 2002 : Microsillon
- 2005 : Fête foraine
- 2008 : Rue d'la Gouaille en scène